# 三人の哲学者
『三人の哲学者』（さんにんのてつがくしゃ（伊: Tre filosofi））は、ルネサンス期のイタリア人画家ジョルジョーネが1510年ごろに描いたと考えられている絵画。
若年、壮年、老年の3人の人物が描かれている。オカルトや錬金術に興味を持っていたヴェネツィア貴族の商人タッデオ・コンタリーニの依頼で描かれた作品で、現在はウィーンの美術史美術館が所蔵している。ジョルジョーネは1510年に夭折しており、『三人の哲学者』はその最晩年に描かれた作品の一つとなった。なお、最終的に作品を完成させたのは、ジョルジョーネの弟子だったセバスティアーノ・デル・ピオンボといわれている。

## 概説
『三人の哲学者』が完成したのは1510年ごろで、マルカントーニオ・ミケリ（1484年-1552年）の手記に、完成の数年後にこの作品をヴェネツィアの個人宅で目にしたことが記されている。描かれている3人の人物は寓意表現とされる。ひげを生やした老人はギリシアの哲学者、壮年の人物はアラブの哲学者の象徴で、もう一人、自然界に抱擁されるがごとく座っている若者が描かれている。背景には山並みと山村が描かれているが、青色でマーキングされた山並みが何を意味しているのかは分かっていない。若年の男性は画面左に描かれている洞窟を注視し、いくつかの器具を用いて洞窟を計測しているように見える。描かれている3人の人物は、キリスト誕生を礼拝に訪れた東方の三賢者だと解釈されていたが、19世紀以降の研究者、学者からはこの説は否定されている。

## 作品の解釈

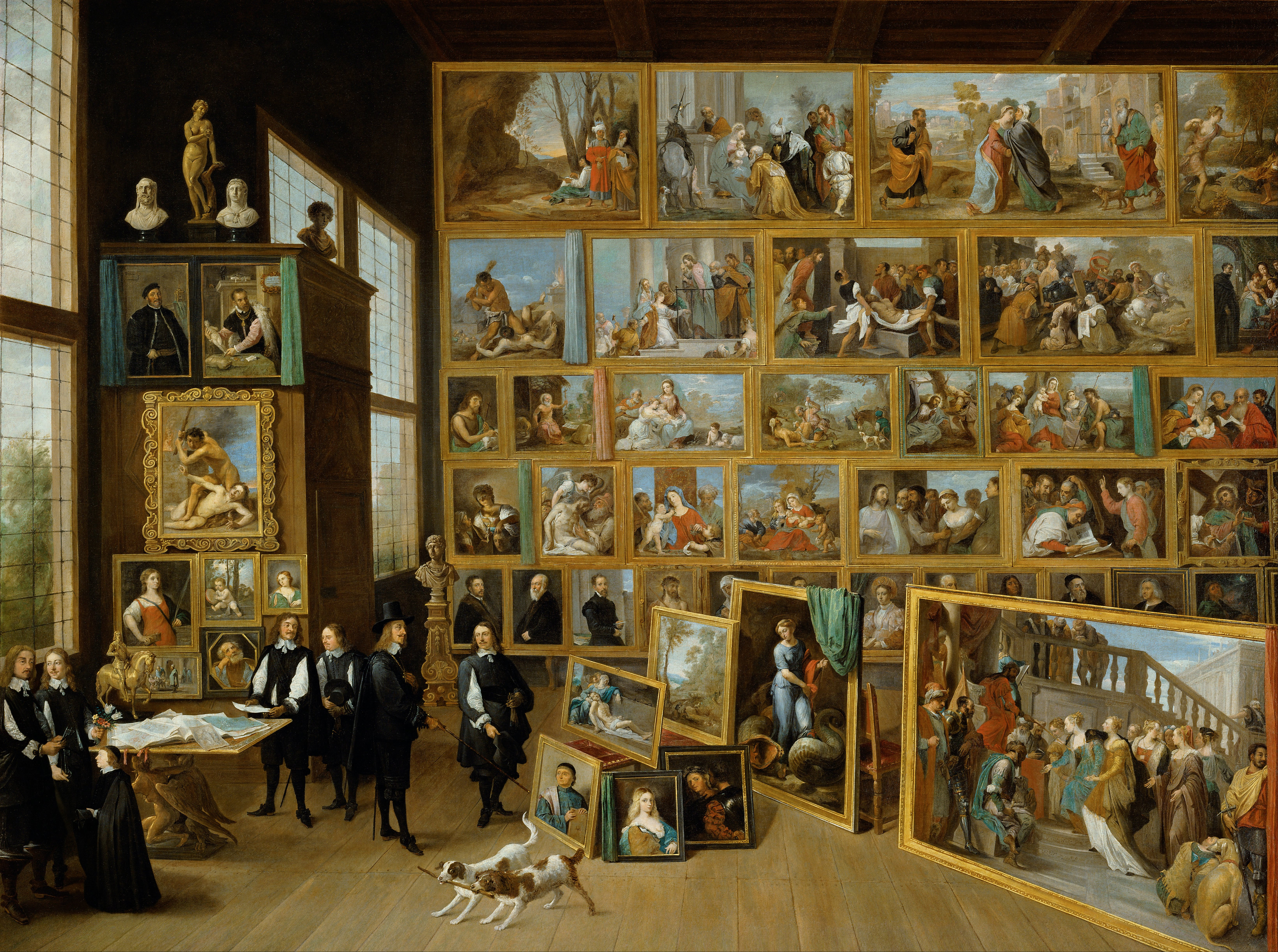
『レオポルト・ヴィルヘルム大公の画廊』（1650年頃、ウィーンの美術史美術館所蔵）。
オーストリア大公レオポルト・ヴィルヘルムが所有していた絵画作品コレクションを、その宮廷画家を務めていたダフィット・テニールス (子)が比較的正確に描いた作品であり、画面左隅の最上部に『三人の哲学者』が見える。

『三人の哲学者』の解釈について、これまでに様々な説が唱えられてきた。
老人、壮年のアラブ人、そして若者の3人は、古代哲学の伝播を意味しており、古代ギリシアの哲学がアラビア語に翻訳され、さらに最終的にイタリアのルネサンスとなって復古したことを表している。老人はプラトンやアリストテレスといった古代ギリシアの哲学者の象徴であり、これら哲学者の著作がアラブの哲学者を通じて、イタリアルネサンスの源流となったとする。壮年のアラブ人は、おそらく博学者イブン・スィーナーかイブン・ルシュドであり、両名ともにもイスラーム黄金時代を代表する哲学者にして科学者だった。
未発見の秘密の象徴といえる真っ暗な洞窟を覗きこむ若者は、古代の叡智を源流として新たに萌芽したルネサンス科学の化身とみることができる。さらにこの洞窟は、プラトンの洞窟をも意味していると考えられる。
3人の人物の特定や象徴性に関する新たな仮説は、現代でも引き続いて議論されている。G. C. ウィリアムソンは20世紀初頭に「ローマ神話に登場する文化英雄のエウアンドロスとその息子パッラスが、ギリシア神話の英雄であるアイネイアースに、未来のローマの光景を示している場面である」という説を唱えた。他にもイスラエル王ソロモン、ティルス王ヒラム、ソロモン神殿の建築家にしてフリーメイソンの始祖とされるヒラム・アビフであるという説を、ニール・マクレナンとロス・キルパトリックが唱えている。
若者の姿形は綺麗な直角三角形を描くように表現されており、このことがピタゴラスの定理を意味しているのではないかという解釈が、現在にいたるまで唱えられてきた。オーストリアの著述家、詩人のカレン・ゼレニーは、ルネサンス人文学者ポリドーレ・ヴァージル（en:Polydore Vergil）はその著作で、壮年と老年の哲学者がピタゴラスの先達である古代ギリシアの哲学者ペレキュデースとタレスだと主張している。タレスはユダヤ人として描かれることがあり、ペレキュデースはシリア人だという誤った伝承が信じられていた人物だった。この解釈に対してフランク・カイムは、老年の哲学者の正体はサモスのアリスタルコスであるとしている。
また、描かれている人物たちは若年期、壮年期、老年期という人間の各世代を意味しており、古典古代、中世、そしてルネサンスという、ヨーロッパ文明史上でも重要な各時代を象徴していると主張する研究者も存在する。

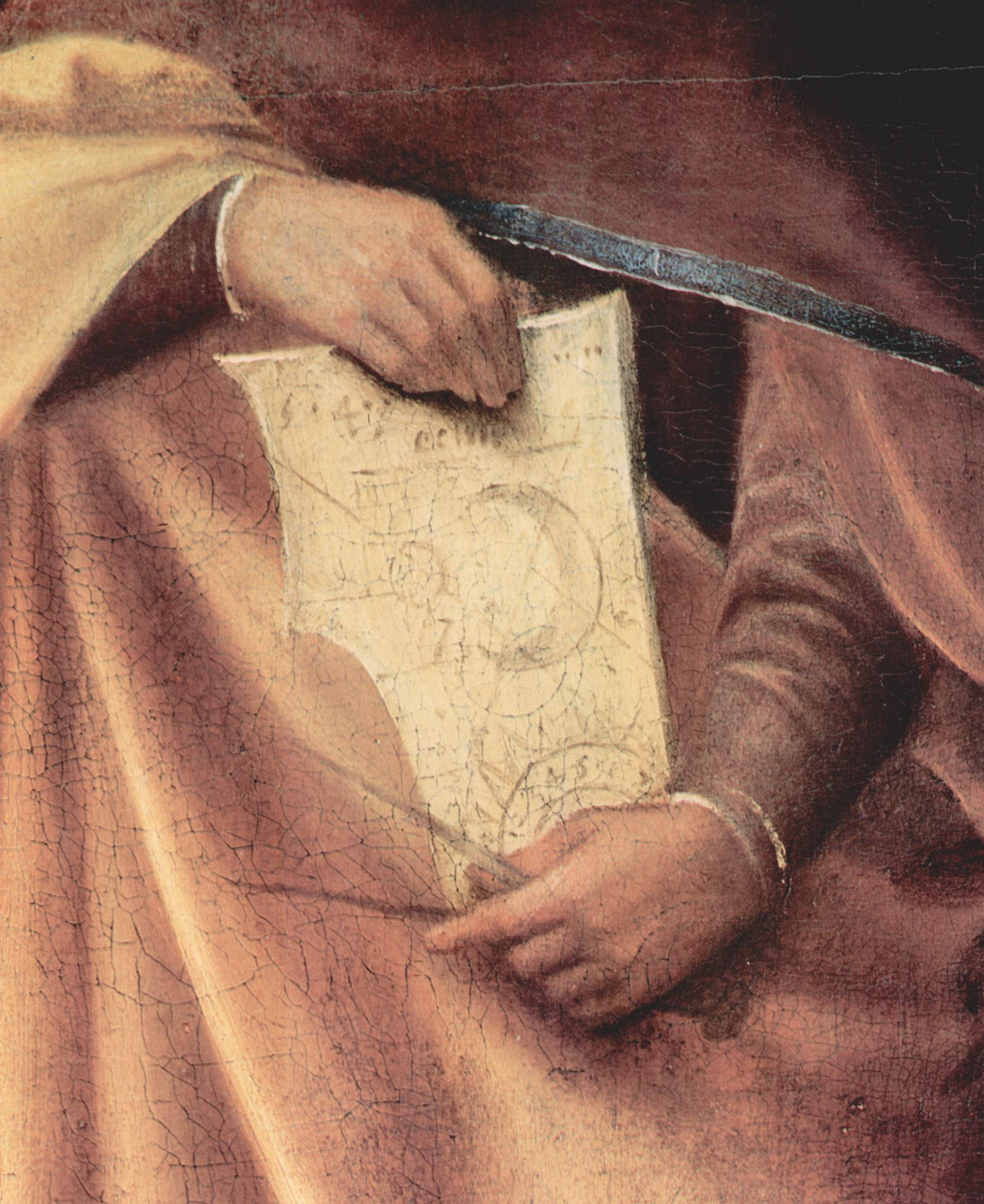
老哲学者が手にする羊皮紙

アウグスト・ジェンティリは、占星術的な観点から『三人の哲学者』がアンチキリストの到来を描いた作品だとした。老哲学者が手にする羊皮紙には蝕が描かれており、天文学的な図像も見て取れるとする。1503年に発生した木星と土星のジャンクションおよび日蝕が、アンチキリストの到来の予兆だと信じられていたことがその理由であると主張した。

## 『絵画劇場』
『三人の哲学者』は、ハプスブルク家のオーストリア大公レオポルト・ウィルヘルムが所蔵する美術コレクションの目録として、ダフィット・テニールス (子)が制作に関わった『絵画劇場 (en:Theatrum Pictorium)』に、1659年と1673年の二度にわたって記載されているが、これ以前にテニールスが、レオポルトが所有する美術コレクションを描いた『レオポルト・ウィルヘルム大公の画廊』（制作年度により複数点の作品が存在）に登場している。数多くの美術作品が描かれたこの絵画は、美術史上において極めて価値の高い情報源として長きにわたって評価され続けている。

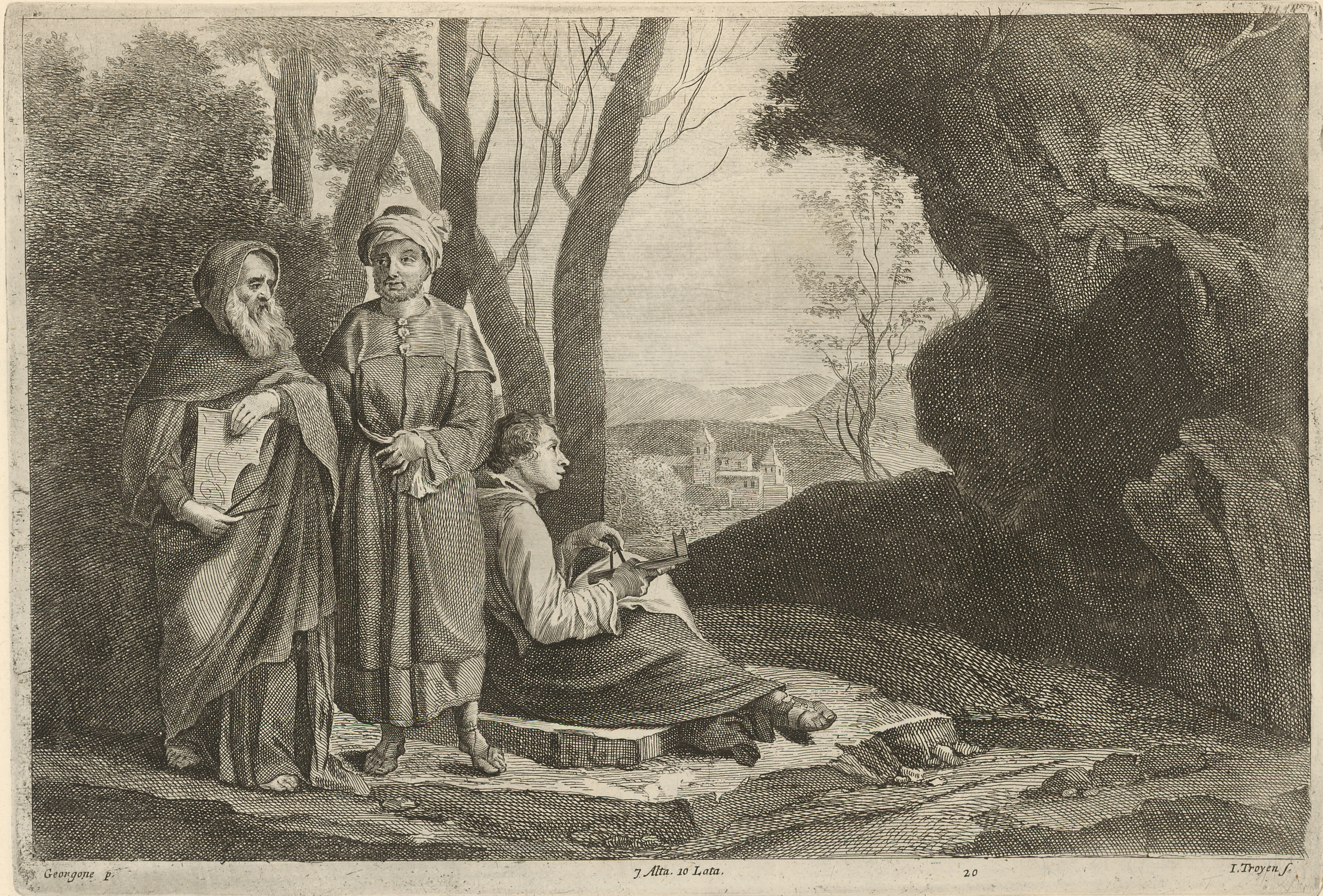
テニールスの『レオポルト・ウィルヘルム大公の画廊』をもとにして、フランドルの芸術家ヤン・ファン・トロイエンが1673年に制作したエングレービング。スロバキア国立美術館所蔵。
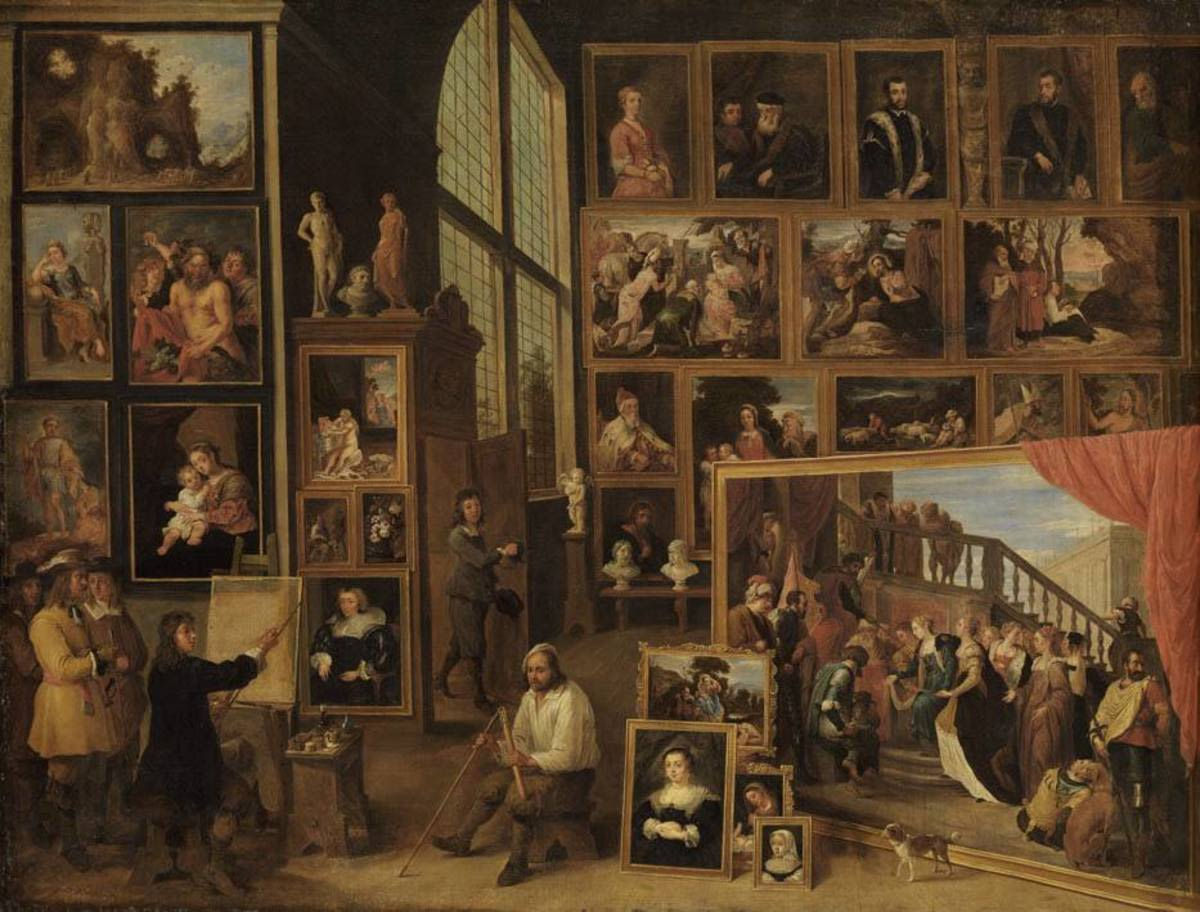
『レオポルト・ウィルヘルム大公の画廊』、シュライスハイム宮殿付属州立美術館所蔵。
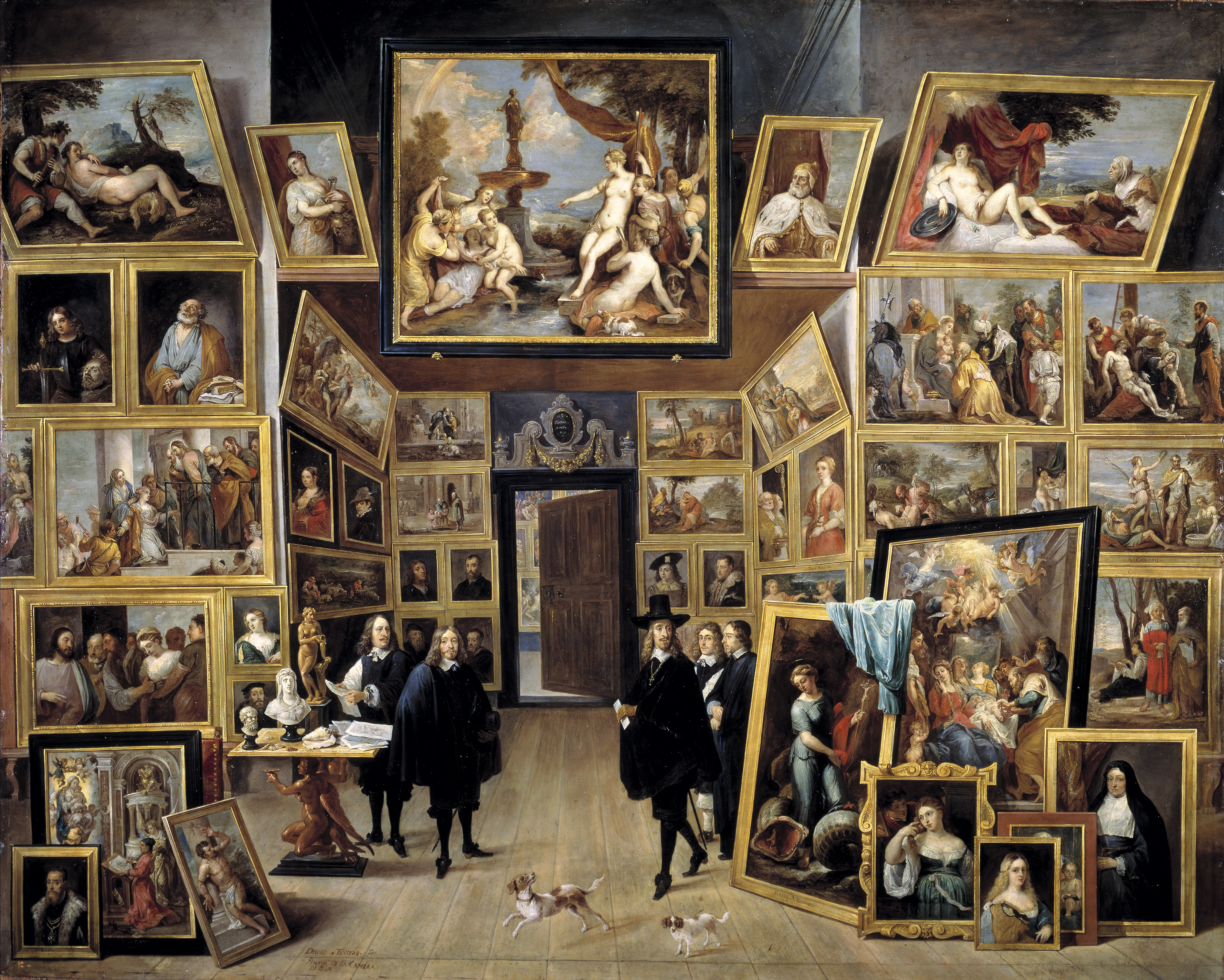
『レオポルト・ウィルヘルム大公の画廊』（1650年）、プラド美術館所蔵。
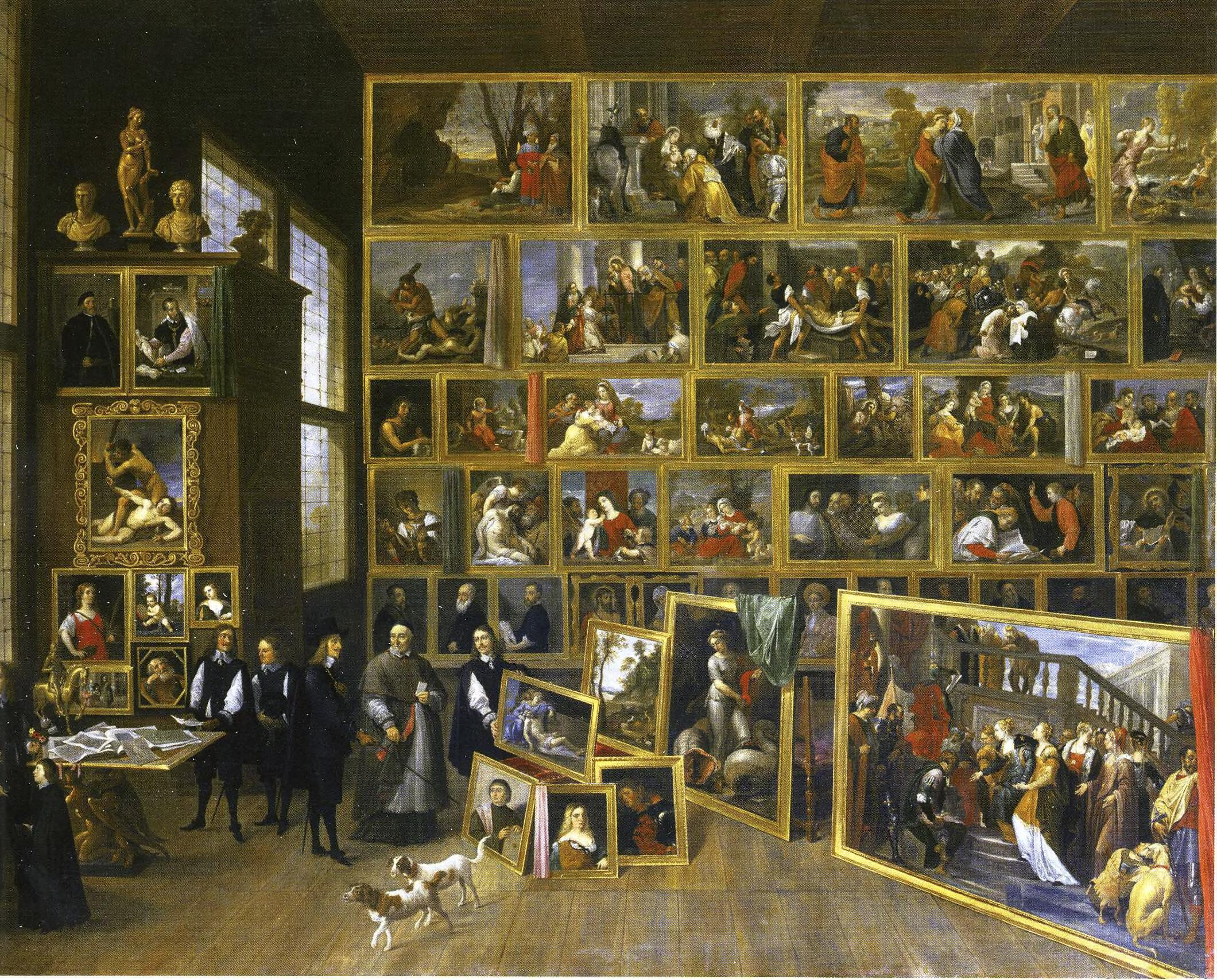
『レオポルト・ウィルヘルム大公の画廊』（1651年）、ペットワース・ハウス所蔵。

テニールスの『レオポルト・ウィルヘルム大公の画廊』と呼ばれる絵画の中でもっとも有名なのが、ウィーンの美術史美術館が所蔵する作品である。この『レオポルト・ウィルヘルム大公の画廊』を描くにあたって、テニールスは完成品となる大規模な絵画に描き入れる、レオポルト・ウィルヘルムが所有するすべての美術作品の縮小模写、縮小習作を制作した。21.5 cm × 30.9 cm に縮小されて描かれた『三人の哲学者』の習作には、オリジナルには存在しないものが描かれている。老人が手にする三叉の槍がそれであるが、完成した『レオポルト・ウィルヘルム大公の画廊』の『三人の哲学者』にもこの槍は描かれていない 。オリジナルの『三人の哲学者』の老人が手にしているのは一本の巻物だけである。三叉の槍は古代ギリシア神話の海神ポセイドンの象徴で、テニールスが老人とポセイドンとの間に、何らかの関係性を独自に見出していた可能性もある。